# Граф, Конрад
Конрад Граф  (17 ноября 1782 г., Ридлинген – 18 марта 1851 г., Вена) – австро-германский изготовитель роялей. Его инструментами владели Бетховен, Шопен, Роберт и Клара Шуман и другие.

## Жизнь и карьера
Граф начал свой профессиональный путь в качестве столяра, изучая мастерство в своем родном городе Ридлингене в Южной Германии. В 1800 г. он становится учеником мастера по изготовлению роялей Якоба Шелькле, работающего в Веринге. После смерти Шелькле в 1804 г. Граф взял в жены его вдову Катерину и принял управление мастерской. В 1824 г. он был назначен Королевским мастером роялей и клавишных инструментов при Императорском дворе в Вене. К 1826 г. Граф приобрел «Мондшайнхаус», бывший модный зал танцев, и превратил его в фабрику по изготовлению роялей. За период своей деятельности фирма Конрада Графа произвела более 3000 инструментов. В 1840 г. Граф вышел на пенсию и продал свою фирму Карлу Штайну, внуку известного мастера Йоганна Андреаса Штайна.

## Рояли Графа и знаменитые композиторы
В 1826 г. Граф предоставил в аренду Людвигу ван Бетховену 6,5-октавный рояль. После смерти композитора в 1827 г. Граф забрал свой инструмент обратно и продал его семье Виммер в Вене. Рояль сохранился до наших дней и представлен в Бетховен-Хаусе в Бонне.
В 1829 г. 19-летний Фредерик Шопен выбрал рояль Графа для своего концерта в Вене. По словам Голдберга, Шопен и в дальнейшем продолжал ценить инструменты этого мастера.
В 1840 г. Граф преподнес в качестве свадебного подарка Роберту и Кларе Шуман один из своих концертных роялей. После смерти Шумана в 1856 г. Клара передала инструмент своего другу Иоганнесу Брамсу, который играл на нем до 1873 г..
Феликс Мендельсон также высоко ценил инструменты Конрада Графа. Один рояль он заказал в 1832 г. для своего фамильного дома в Берлине, другой, немного позже, для себя в Дюссельдорфе.
Среди остальных известных композиторов, которые имели инструменты Графа, были Франц Лист, Фридрих Калькбреннер и Камиль Плейель. В 1880-е гг. молодой Густав Малер также играл на старом рояле Графа 1836 г. создания.
В сентябре 2018 г. на копии инструмента Графа 1819 г., изготовленной Полом Макналти, играли участники Первого международного конкурса пианистов на исторических инструментах им. Шопена.

## Записи, сделанные на оригиналах и копиях роялей Графа
1. Три Атлантис. Klaviertrios. Записано на оригинальном рояле Графа
2. Вивиана Софроницкая. Франц Шуберт.Wanderer Fantasy. Impromptus opp.90 & 142. Записано на копии рояля графа от Пола Макналти
3. Кристиан Бецуиденхаут вместе с Яном Кобовым. Франц Шуберт. Die schone Mullerin. Записано на копии рояля Графа
4. Рональд Браутигам. Людвиг ван Бетховен. Complete Works for Solo Piano. Записано на копиях роялей Графа, Вальтера и Штайна
5. Алексей Любимов и коллеги. Людвиг ван Бетховен. Complete piano sonatas. Записано на копиях роялей Штайна, Вальтера, Графа, Буххольца